# オレスティス・カルネジス
オレスティス・カルネジス（ギリシア語: Ορέστης Καρνέζης, 1985年7月11日 - ）は、ギリシャの首都・アテネ出身の元サッカー選手。現役時代のポジションはGK。

## 経歴

### クラブ
母国ギリシャのクラブであるOFIクレタとパナシナイコスを経て、2013年にイタリア・セリエAのウディネーゼへ移籍。直後に提携クラブであるスペイン・リーガ・エスパニョーラのグラナダへレンタル移籍した。2014年4月13日に行われたリーガ・エスパニョーラ第33節・バルセロナ戦では、リオネル・メッシのフリーキックやセルヒオ・ブスケツのシュートを防ぐなどビッグセーブを連発し1-0の勝利に貢献、日本で注目された。
2014年にウディネーゼへレンタルバックで復帰。ウディネーゼの正GKには前シーズンに大きな飛躍を遂げた超逸材のシモーネ・スクフェットが君臨しており、カルネジスは第2GKと考えられていたが、結果的に正GKの座を奪いリーグ戦37試合に出場した。
2018年7月5日、SSCナポリに移籍した。加入1年目はリーグ戦9試合に出場したものの、2019-20シーズンはイタリア代表GKアレックス・メレト、コロンビア代表GKダビド・オスピナとのポジション争いに敗れ、公式戦の出場はなかった。
2020年9月4日、リールへ移籍することが発表された。マイク・メニャンとのポジション争いに敗れ、この年の出場は、カップ戦1試合に留まる。
2021ｰ22シーズンは、これまで自身のつけていた背番号1を、アトレティコ・マドリードからレンタルで加入したイヴォ・グルビッチに剥奪され、自身の背番号は与えられていない。
2022年5月30日、リールと契約を解除したことが発表された。

### 代表
パナシナイコス在籍時の2012年2月29日に行われたベルギー戦でA代表デビューを果たした。

## 所属クラブ
- OFIクレタ 2005-2007
- パナシナイコスFC 2007-2013
- ウディネーゼ・カルチョ 2013-2018
- →  グラナダCF (loan) 2013-2014
- →  ワトフォードFC (loan) 2017-2018
- SSCナポリ 2018-2020
- リール 2020-2022

## 代表歴

### 出場大会
- ギリシャ代表
  - 2014 FIFAワールドカップ

### 試合数
- 国際Aマッチ 49試合 0得点（2012年-2018年）[8]

| ギリシャ代表 | 国際Aマッチ | 国際Aマッチ |
| 年           | 出場        | 得点        |
| ------------ | ----------- | ----------- |
| 2012         | 7           | 0           |
| 2013         | 10          | 0           |
| 2014         | 10          | 0           |
| 2015         | 7           | 0           |
| 2016         | 7           | 0           |
| 2017         | 7           | 0           |
| 2018         | 1           | 0           |
| 通算         | 49          | 0           |

## タイトル
パナシナイコスFC
- ギリシャ・スーパーリーグ 2009-10
- キペロ・エラーダス 2009-10

SSCナポリ
- コッパ・イタリア 2019-20

LOSCリール
- リーグ・アン 2020-21